# Паллавичини, Антонио
Антониотто (Антонио) Паллавичини — (итал. Antoniotto (Antonio) Pallavicini, 1441, Генуя — 10 сентября 1507, Рим) — кардинал Римско-католической церкви.

## Биография
Антонио Паллавичини родился в Генуе в известной аристократической семье. В детстве вместе с братьями был отправлен в Испанию, откуда вернулся в Геную в 1470 году. Вскоре уехал в Рим. Под покровительством своего земляка, генуэзца Джанбаттиста Чибо, кардинала, в 1484 году ставшего Папой Римским Иннокентием VIII, сделал успешную карьеру.
С 15 июня 1484 по 5 марта 1587 года — епископ города Вентимилья.  Назначенный датарием с августа 1484 по март 1489 он готовил для нового Папы Иннокентия VIII решения дел о милостях, за мягкость и силу убеждения был прозван «il incantatore» («чарующим»[уточнить]). С 27 января 1486 года — епископ Оренсе, эта должность сохранялась за Паллавичини до его смерти. С 1503 года  также епископ Фраскати и Палестрины. Чрезвычайный нунций (посланник) Торквемады в Испании.
Возведен в сан кардинала-священника и получил красную шапку кардинала от Иннокентия VIII на консистории 9 марта 1489 года.  С 23 марта 1489 по 20 сентября 1493 года – кардинал-священник с титулом церкви Сант-Анастазии, с сентября 1493 года – кардинал Санта-Прасседе. Кардинал-камерленго Священной коллегии кардиналов  с 8 февраля 1493 до 1494 года.

### Конклавы
Антонио Паллавичини был участником
- конклава 1492 года, избравшего Папой Александра VI
- первого конклава 1503 года, избравшего Пия III
- второго конклава 1503 года, избравшего Юлия II

Умер в возрасте 66 лет 10 сентября 1507 года. Первоначально похоронен в основанной им часовне в древней базилике Рима, на месте которой позже возведен Собор Святого Петра. В 1596 году в связи со сносом базилики осанки прелата перенесены в церковь Санта-Мария дель Пополо в Риме. Гробница, изготовленная учеником Андреа Бреньо (Andrea Bregno), расположена в часовне для крестин, слева от купели.

## В искусстве
Известен портрет кардинала, на котором он изображен сидящим у окна в кресле. Кардинал облачен в белую роккету (роше) и короткую красную накидку с капюшоном, моццетту. Голову украшает четырехугольная шапка красного цвета, биретта. Раскрытая книга с подставкой лежат на коленях прелата, придерживаемые его правой рукой. Левая рука опирается на подлокотник. Взгляд священника отрешен, обращен внутрь себя. На заднем плане картины — идиллический пейзаж, позади и слева от фигуры — надпись под колонной: «Antoniotus Pallavicinus Cardinalis S. Prassedis». Авторство портрета приписывают Себастьяно дель Пьомбо, однако с начала XXI века российские искусствоведы считают картину принадлежащей кисти Тициана (собрание ГМИИ им. А.С. Пушкина).  Портрет создан после смерти Антонио Паллавичини в 1540-х годах, вероятно, по существовавшему ранее изображению.